# Steven Stucky
Steven Stucky (Hutchinson, 7 november 1949 – Ithaca, 14 februari 2016) was een Amerikaans componist, muziekpedagoog en dirigent, en winnaar van de Pulitzerprijs voor muziek 2005.

## Levensloop
Stucky groeide op in Kansas en Texas. Hij studeerde aan de Baylor Universiteit in Waco en aan de Cornell University in Ithaca. Zijn leraren waren Richard Willis, Robert Palmer, Karel Husa en Burrill Phillips. 
Hij was in 2001 Composer in Residence van het Aspen Music Festival and School en werd in 2005 directeur van het Aspen Contemporary Ensemble, dat hij regelmatig dirigeerde.
Stucky was actief als dirigent en muziekpedagoog. Zijn 21 jaar durende relatie met het Los Angeles Philharmonic Orchestra was uitzonderlijk lang. In 1988 was hij Composer in Residence bij André Previn en Consulting Composer for New Music. Hij werkte samen met Esa-Pekka Salonen aan de programmering en aan compositie-opdrachten voor eigentijdse muziek. In deze hoedanigheid was hij panellid bij de discussies in de 'Green Umbrella'-concertserie van het Los Angeles Philharmonic Orchestra, met Marc-André Dalbavie en Leif Ove Andsnes.
Stucky dirigeerde de Los Angeles Philharmonic New Music Group en het Ensemble X voor eigentijdse muziek dat hij in 1997 oprichtte. 
Hij schreef in 1981 een gezaghebbende studie over het werk van Witold Lutosławski, was jurylid van de Witold Lutosławski-wedstrijd voor jonge componisten en kreeg de medaille van de Lutosławski Society. Hij was docent aan de American Academy in Rome, aan de James Madison Universiteit in Harrisonburg en aan het Grinnell College in Grinnell. Sinds 1980 was hij hoogleraar aan de Cornell University in Ithaca, waar hij van 1992 tot 1997 hoofd van de muziekafdeling was, en was Given Foundation Professor of Composition. Hij was gasthoogleraar voor compositie aan de Eastman School of Music, Rochester en Ernest Bloch Professor aan de Universiteit van Californië - Berkeley.
Hij werd onderscheiden als Barr Institute Composer Laureate en werkte aan de Universiteit van Missouri-Kansas City (UMKC) in Kansas City
Naast de bovengenoemde onderscheidingen was kreeg hij een Guggenheim Fellowship, een Bogliasco Fellowship en een Goddard Lieberson Fellowship van de American Academy of Arts and Letters. Verder kreeg hij de Victor Herbert-prijs van de American Society of Composers, Authors and Publishers (ASCAP) alsook fellowships van de National Endowment for the Arts, de American Council of Learned Societies en de National Endowment for the Humanities. In 1989 kwam zijn Concerto for Orchestra No. 1 voor orkest in de finale voor de Pulitzerprijs voor muziek. In 2005 won hij deze prestigieuze Pulitzerprijs voor zijn Concerto for Orchestra No. 2.
Samen met zijn echtgenote, de violiste Melissa Stucky, woonde hij in Ithaca. Hij overleed in februari 2016 aan een hersentumor.

## Composities

### Orkestmuziek
- 1977-1978 · Kenningar (Symphony No. 4), voor orkest
- 1980 · Transparent Things: In Memoriam V.N., voor orkest
- 1982-1985 rev. 1989 · Double Concerto, voor viool, hobo/hobo d'amore en kamerorkest
- 1986 · Dreamwaltzes, voor orkest
- 1986-1987 · Concerto, voor orkest
- 1988 · Son et Lumière, voor orkest
- 1989-1990 · Angelus, voor orkest
- 1991 · Anniversary Greeting, voor orkest
- 1991 · Impromptus, voor orkest
- 1993 · Fanfare for Los Angeles, voor orkest
- 1994 · Ancora, voor orkest
- 1994 · Concerto, voor twee dwarsfluiten en orkest
- 1994 · Fanfare for Cincinnati, voor orkest
- 1995 · Pinturas de Tamayo, voor orkest
- 1996 · Music, voor saxofoons en strijkers
- 1998 · Concerto Mediterraneo, voor sologitaar en orkest
- 1998 · Escondido Fanfare, voor orkest
- 2000 · Etudes - Concerto, voor blokfluit en kamerorkest
- 2002 · Colburn Variations, voor strijkorkest
- 2002-2003 · Spirit Voices, voor slagwerkers en orkest
- 2003 · Jeu de timbres, voor orkest
- 2003 · Second Concerto, voor orkest (Pulitzerprijs voor muziek 2005)
- 2006-2007 · Radical Light, voor orkest
- 2008 · Rhapsodies for Orchestra
- 2009 · Chamber Concerto
- 2011 · Silent Spring
- 2012 · Symphony

### Muziek voor harmonieorkest
- 1971 · Divertimento, voor harmonieorkest
- 1983-1984 · Voyages, voor cello en harmonieorkest
- 1992 · Funeral Music for Queen Mary (naar Purcell), voor harmonieorkest
- 1994 · Fanfares and Arias, voor harmonieorkest
- 1998 · Threnos, voor harmonieorkest
- 2001 · Concerto, voor slagwerk en harmonieorkest
- 2006 · Hue and Cry, voor harmonieorkest

### Koormuziek
- 1972 · Spring and Fall - To a Young Child, voor gemengd koor
- 1979 · Drop, Drop, Slow Tears, motet voor kamerkoor (SSAATTBB)
- 1992 · Four Poems of Archie Randolph Ammons, voor bariton en 6 instrumenten
- 1997 · Cradle Songs, voor gemengd koor
- 2000 · To Musick, voor mannenkoor
- 2001 · Skylarks, voor dubbelkoor
- 2005 · Three New Motets, voor dubbelkoor
- 2007 · Eyesight, voor gemengd koor
- 2007-2008 · August 4, 1964 voor solokwartet, gemengd koor en orkest
- 2008 · The Kingdom of God (In No Strange Land) voor koor a capella
- 2009 · Gravity’s Dream voor koor a capella
- 2012 · Say Thou Dost Love Me voor koor a capella
- 2012 · Take Him, Earth (2012) voor gemegd koor en kamerorkest
- 2014 · Winter Stars voor koor a capella

### Vocale muziek
- 1982 · Sappho Fragments, voor vrouwenstem en kamerensemble
- 1982 · Two Holy Sonnets of Donne, voor mezzosopraan, hobo en piano
- 1992 rev. 2003  · To Whom I Said Farewell, voor mezzosopraan en kamerorkest
- 1999 · American Muse, voor bariton en orkest
- 2002 · Whispers, voor solisten (SATB) en gemengd koor SATTBB
- 2005 · "Les Noces" van Stravinsky, georkestreerd door Steven Stucky voor zangsolisten, gemengd koor en orkest
- 2013 · The Stars and the Roses voor tenor en orkest of kamerensemble
- 2014 · Out of the Cradle Endlessly Rocking voor bas/bariton en piano

### Kamermuziek
- 1970 · Movements, voor 4 celli
- 1972-1973 · Kwartet, voor klarinet, altviool, cello en piano
- 1976 · Movements III - Seven Sketches, voor dwarsfluit en klarinet
- 1981 · Notturno, voor saxofoon en piano
- 1982 · Varianti, voor dwarsfluit, klarinet en piano
- 1985 · Boston Fancies, voor kamerensemble
- 1990 · Serenade, voor blazerskwintet
- 1993 · Birthday Fanfare, voor 3 trompetten
- 1997 · Salute, voor kamerensemble
- 1998 · Ad Parnassum, voor kamerensemble
- 1998 · Ai Due Amici, voor kamerensemble
- 1999-2000 · Nell'ombra, Nella Luce (In Shadow, In Light), voor strijkkwartet
- 2003-2004 · Sonate en forme de préludes, voor hobo, hoorn en klavecimbel
- 2004 · Meditation and Dance, voor klarinet en piano
- 2005 · Piano Quartet, voor viool, altviool, cello en piano
- 2008 · Four Postcards, voor blaaskwintet en marimba
- 2009-2020 · Piano Quintet, voor twee violen, altviool, cello en piano
- 2010 · Scherzino, voor altsaxofoon en piano
- 2011 · Aus der Jugendzeit voor bas-bariton, fluit, (bas)klarinet, viool, cello, piano en slagwerk
- 2012 · Rain Shadow voor viool, altviool, cello en piano
- 2013 · Sonata voor viool en piano
- 2015 · Cantus voor zes spelers

### Pianomuziek
- 2000 · Three Little Variations for David
- 2002 · Album Leaves
- 2010 · Allegretto quasi Andantino (Schubert Dream) voor piano vierhandig

### Slagwerkmuziek
- 1979 · Refrains, voor vijf slagwerkers